# Collica
Collìca è il nome di una dorsale dell'isola d'Elba situata alle pendici sud-occidentali del Monte Capanne, tra il Monte Orlano e il Monte Schiappone. Il toponimo deriva dal latino collĭcŭlus con il significato di «altura». Nell'area si trova un quartiere pastorale, il Caprile della Collìca, con un ricovero (capanna o grottino) per la produzione di formaggi attribuibile alla famiglia dei pastori Martorella di San Piero in Campo. Sul versante settentrionale della Collìca esiste una località chiamata Aia alli Preti dal XVI secolo che, assieme alle non distanti Piane del Santo, farebbe ipotizzare la presenza di un contesto religioso in età medievale.

## Ambiente
La vegetazione è composta da macchia mediterranea caratterizzata da Quercus ilex e Arbutus unedo.